# Boomerang Spanyolország
A Boomerang Spanyolország (spanyolul: Boomerang España) a Boomerang rajzfilmadó spanyol változata, mely a nap 24 órájában sugárzott. 2004. december 1-jén indult, majd 2011. szeptember 1-jén megszűnt és felváltotta a Cartoonito Spanyolország.
Ez a változat bírt egy időcsúsztatott csatornával is, amely neve Boomerang +1 volt. Ez egy óra eltolással sugározta a Boomerangot.

## Műsorai
- A Görcs ikrek
- A Scooby-Doo-show
- Are We There Yet?
- Bébi bolondos dallamok
- Big Bag
- Bolondos dallamok
- Casper az Ijesztő Iskolában
- Droopy
- Garfield és barátai
- Hong Kong Phooey
- Hunyor-major
- Inci és Finci
- Kis királylány
- Krypto, a szuperkutya
- Lunar Jim
- Maci Laci
- Magilla Gorilla
- Maja, a méhecske
- Olivia
- Pocoyo
- Pororo the Little Penguin
- Ruby Gloom
- SamSam
- The Backyardigans
- Tom és Jerry
- Űrkedvencek